# Passerelle himalayenne du Drac
La passerelle himalayenne du Drac franchit le Drac peu avant le lac de Monteynard-Avignonet entre les communes de Lavars et Mayres-Savel, en Isère et région Auvergne-Rhône-Alpes en France. Elle lie ainsi les régions naturelles de Matheysine et de Trièves.

## Description
Inaugurée le 14 août 2007 à l'initiative du SIVOM du lac de Monteynard-Avignonet, elle intègre un vaste parcours de randonnée pédestre de 30 km autour du lac, pouvant également être empruntée par les cyclistes. Avec la passerelle himalayenne de l'Ébron, elle permet de rejoindre les deux rives du lac.
Les études de conception ont été menées par les bureaux d'études Alpes-Ingé et ERIC, spécialistes dans le domaine des travaux alpins. La réalisation a demandé des gros moyens, car le site est très peu accessible par voie terrestre : un téléphérique provisoire dut être installé et l'apport de matériel a été réalisé par hélicoptère. Enfin, les concepteurs durent faire appel à des entreprises hautement qualifiées pour ce type de travaux avec notamment des opérations de forages en falaise.
Le coût du projet, comprenant les deux passerelles, avoisine les 1,5 million d'euros H.T., financés par le Conseil général de l'Isère, l’Europe, le Sivom du lac, l’État et la Région. Au 1er juillet 2008, ces passerelles ont déjà été utilisées par près de 50 000 personnes.

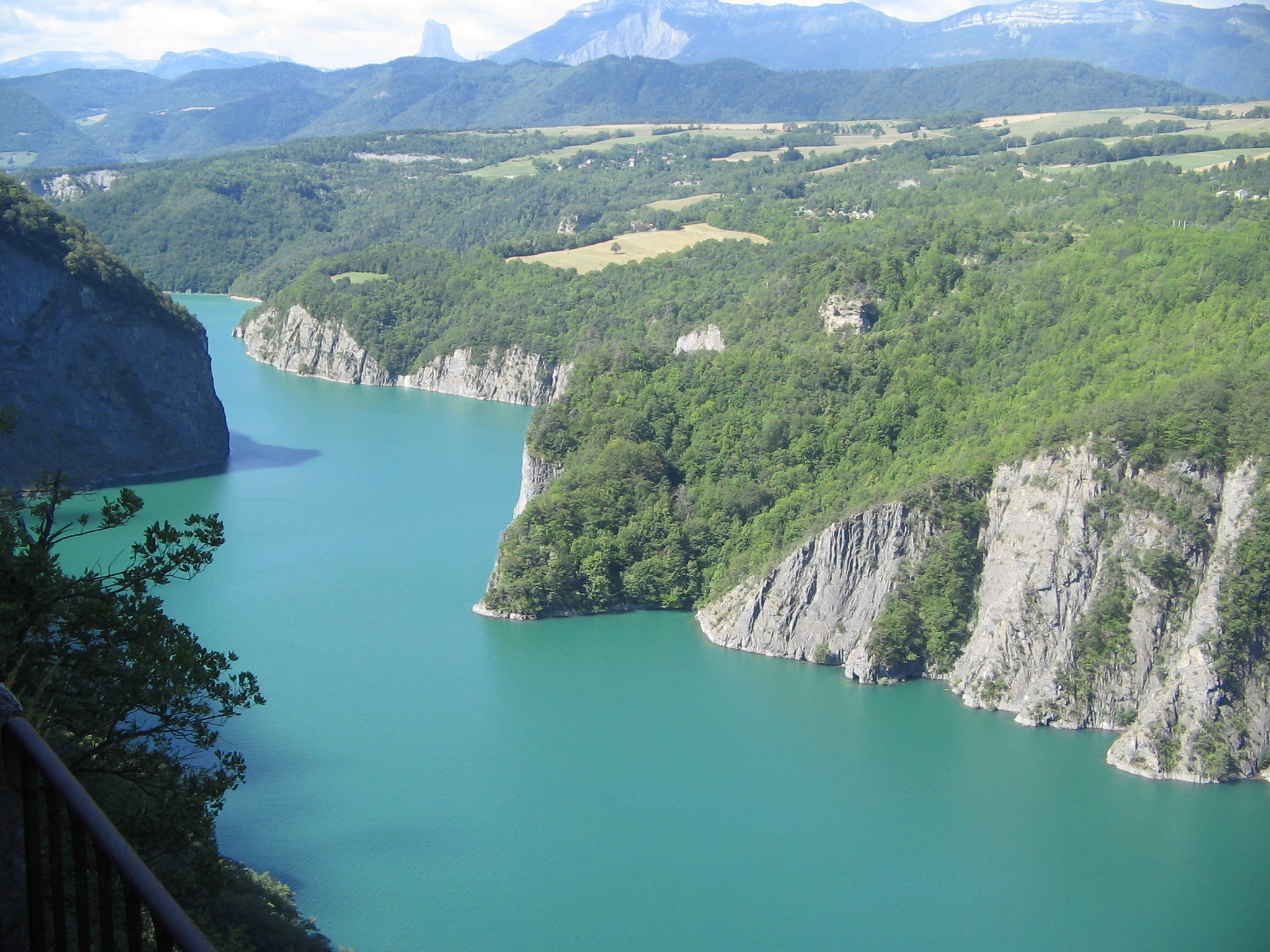
Le lac de Monteynard-Avignonet
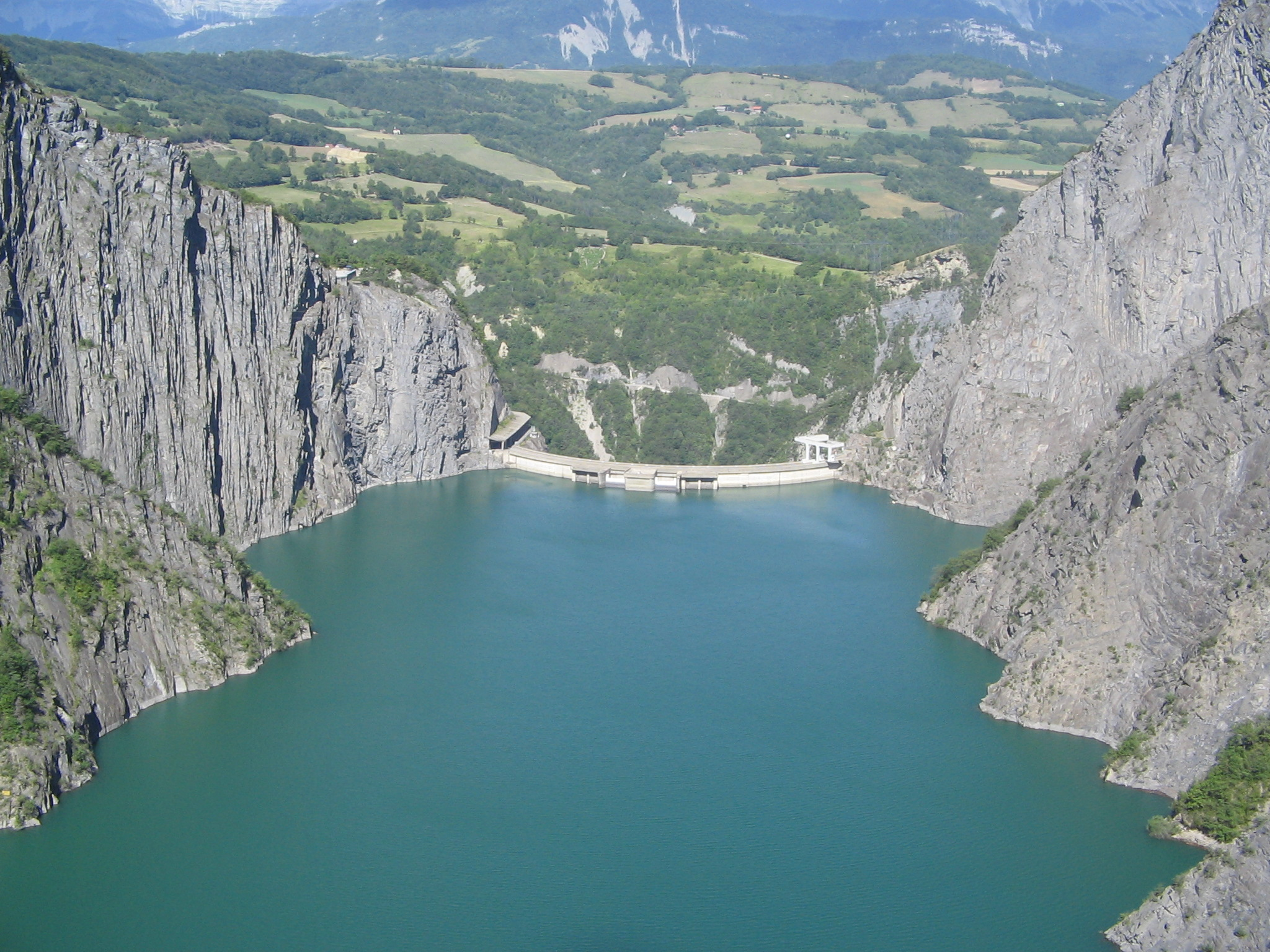
Le barrage de Monteynard